# 羅德里戈·德戈埃斯
羅德里戈·席爾瓦·德戈埃斯（葡萄牙語：Rodrygo Silva de Goes，葡萄牙語發音：[ʁoˈdɾigu ˈsiwvɐ dʒi gɔjs]；2001年1月9日—），簡稱羅德里戈（Rodrygo），巴西職業足球运动員，司職翼鋒，現效力西甲球會皇家馬德里。羅德里戈的職業生涯始於巴甲球會桑托斯，在那裡上陣80場，攻入17球後，他以4500萬歐元轉會至西甲的皇家馬德里，並在2019年以18歲之齡獲巴西國家足球隊徵召。

## 俱樂部生涯

### 桑托斯
羅德里戈於2001年1月9日出生於巴西聖保羅州奧薩斯庫，並在2011年以室內五人制足球球員的身份加入的桑托斯。2017年3月，他隨隊參加一線隊的訓練，並在訓練結束後獲主帥多里瓦尔·儒尼奥尔加進南美解放者杯對陣士砵亭水晶比賽的大名單內。同年7月21日，羅德里戈簽下其人生中第一份職業合約，為期五年。2017年11月1日，他獲看守教練埃拉諾提拔為隊內的主力。
羅德里戈首次在巴甲亮相是在2017年11月4日，在對上米內羅競技的比賽中替補布魯諾·恩里克·平托上陣。隔年1月25日，他射入其一線隊的首球，絕殺龐特普雷塔體育，助桑托斯以2–1於客場全取三分。2018年3月1日，羅德里戈首次在南美解放者杯上陣，但該場比賽他們0–2在客場敗給秘超的皇家加斯拿素。15年日後，他攻進其在該盃賽的首球，助球隊以3–1戰勝蒙特維多國民。名年6月3日，羅德里戈在對陣維多利亞的比賽中貢獻三射一傳，助桑托斯以5–2大勝一場。2018年6月26日，他的球衣號碼由43號變為9號，之後又在隔年變11號，即之前內馬爾所穿的號碼。

### 皇家馬德里
2018年6月15日，皇家馬德里與桑托斯達成協議，簽下羅德里戈，為期7年，球員本人將在隔年6月加盟「銀河艦隊」。這場轉會的費用為4500萬歐元，其中桑托斯得到其中的4000萬，其餘則分給羅德里戈的經紀人。
2019年9月25日，羅德里戈在對上奧薩蘇納的比賽中首次在一線隊亮相，並在71分鐘換入僅一分鐘便射入首球，讓他成為皇馬史上首位在21世紀出生的進球球員。同年11月7日，羅德里戈在對陣加拉塔薩雷的2019–20年歐洲冠軍聯賽分組賽中，以18歲301天之齡拿到其「銀河艦隊」生涯的首個帽子戲法，同時還貢獻了一個助攻，助球隊以6–0大勝。使他成為該項系列賽中第二年輕的帶帽球員，以及首位出生在21世紀的進球球員。
2022年5月5號皇馬對曼城的歐冠準決賽賽場，皇馬89分鐘時總比分3:5落後曼城，羅德里戈在90分鐘以及91分鐘為皇馬連進兩球，將總比分扳為5:5，替皇馬把比賽拉入加時賽，最終比分6:5戰勝曼城挺進歐冠決賽。

## 國家隊生涯
2017年3月30日，羅德里戈獲巴西U-17徵召參加該年的蒙太古國際足球邀請賽。他在1–2敗給丹麥的比賽中首次亮相並攻入一球，之後又在對上喀麥隆和美國的比賽中各進一球。2018年3月7日，羅德里戈的名字出現在巴西U-20的大名單上，但後來因為桑托斯主席要求他留在隊中以未能入選。
2019年11月，羅德里戈首次獲巴西成年隊徵召，並隨隊飛往沙特阿拉伯首都利雅德，在南美超級經典盃中對阿根廷。在該場比賽中，他在下半場70分鐘替補韋利安上陣，完成自己在國家隊首秀，最終0-1不敵阿根廷。

## 個人生活
羅德里戈的父親埃里克也是一位職業足球員，司職右翼衛，並曾活躍於巴西國內的多個聯賽。

## 生涯數據

### 俱樂部
最後更新：2022年5月25日
| 俱樂部               | 賽季     | 聯賽     | 聯賽 | 聯賽 | 足協盃 | 足協盃 | 聯賽盃 | 聯賽盃 | 州際賽 | 州際賽 | 其他 | 其他 | 總計 | 總計 |
| 俱樂部               | 賽季     | 聯賽     | 上陣 | 進球 | 上陣   | 進球   | 上陣   | 進球   | 上陣   | 進球   | 上陣 | 進球 | 上陣 | 進球 |
| -------------------- | -------- | -------- | ---- | ---- | ------ | ------ | ------ | ------ | ------ | ------ | ---- | ---- | ---- | ---- |
| 桑托斯               | 2017     | 巴甲     | 2    | 0    | —      | —      | —      | —      | —      | —      | —    | —    | 2    | 0    |
| 桑托斯               | 2018     | 巴甲     | 35   | 8    | 12     | 3      | 3      | 0      | 8      | 1      | —    | —    | 58   | 12   |
| 桑托斯               | 2019     | 巴甲     | 4    | 1    | 10     | 1      | 6      | 3      | 0      | 0      | —    | —    | 20   | 5    |
| 桑托斯               | 總計     | 總計     | 41   | 9    | 22     | 4      | 9      | 3      | 8      | 1      | —    | —    | 80   | 17   |
| 皇家馬德里卡斯蒂利亞 | 2019–20  | 西乙B    | 2    | 1    | —      | —      | —      | —      | —      | —      | —    | —    | 2    | 1    |
| 皇家馬德里           | 2019–20  | 西甲     | 19   | 2    | —      | —      | 1      | 1      | 5      | 4      | 1    | 0    | 26   | 7    |
| 皇家馬德里           | 2020–21  | 西甲     | 22   | 1    | —      | —      | —      | —      | 11     | 1      | 0    | 0    | 33   | 1    |
| 皇家馬德里           | 2021-22  | 西甲     | 33   | 4    | —      | —      | 3      | 0      | 10     | 5      | 2    | 0    | 47   | 9    |
| 總計                 | 總計     | 總計     | 74   | 7    | —      | —      | 4      | 1      | 26     | 10     | 3    | 0    | 106  | 17   |
| 生涯總計             | 生涯總計 | 生涯總計 | 117  | 17   | 22     | 4      | 13     | 4      | 34     | 11     | 3    | 0    | 208  | 45   |

1. ↑  南美解放者杯
2. ↑  歐洲聯賽冠軍盃
3. ↑  西班牙超級盃

### 國家隊
最後更新：2020年10月9日
| 巴西 | 巴西 | 巴西 | 巴西 |
| 年份 | 上陣 | 進球 |      |
| ---- | ---- | ---- | ---- |
| 2019 | 3    | 0    |      |
| 2020 | 1    | 0    |      |
| 總計 | 4    | 0    |      |

## 榮譽

### 球會
皇家馬德里
- 西班牙甲組足球聯賽冠軍﹕2019–20[29]、2021-22[30]、2023–24
- 西班牙超級盃冠軍﹕2019–20[31] 、2021–22 [32] 、2023–24
- 歐洲冠軍聯賽冠軍﹕2021–22[33]、2023–24
- 歐洲超級盃冠軍：2022、2024
- 世界冠軍球會盃冠軍：2022[34]
- 西班牙國王盃冠軍：2022–23

### 個人
- 巴西聖保羅州聯賽最佳新人：2018[35]
- Goal.com NxGN：2020[36]
- 國際足球歷史和統計聯合會男子青年（U20）世界隊：2020[37]、[38]

## 外部連結
- Real Madrid profile （页面存档备份，存于）
- Soccerway資料庫：羅德里戈·德戈埃斯